# Crna Draga
Crna Draga är en dal i Kroatien. Den ligger i den centrala delen av landet, 160 km sydväst om huvudstaden Zagreb.